# 龍堂里站
龍堂里站是朝鮮咸镜北道慶源郡龍堂里的一個鐵路車站，属于咸北线。

## 邻近车站
咸北线
农圃站 - 龍堂里站 - 新乾站